# Herpetogramma couteneyi
Herpetogramma couteneyi es una especie de polilla del género Herpetogramma, categorizada en la tribu Herpetogrammatini, de la subfamilia Spilomelinae. Fue descrita por Guillermet en 2008.

## Descripción
La envergadura es de 27 mm.

## Distribución
Se distribuye por África: Reunión.